# Olympische Sommerspiele 2012/Leichtathletik – Stabhochsprung (Frauen)

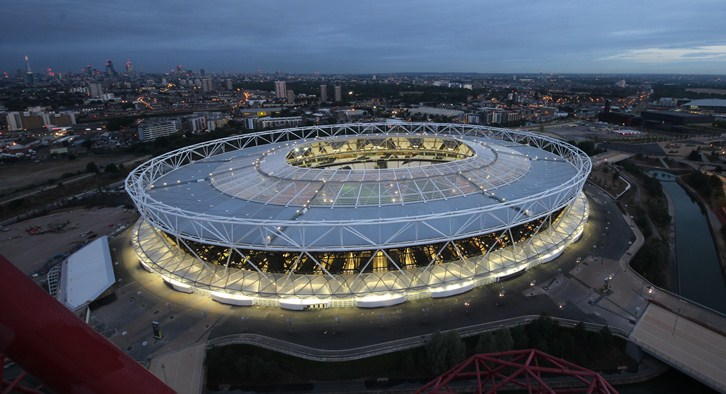
Das Olympiastadion von London im Jahr 2015

Der Stabhochsprung der Frauen bei den Olympischen Spielen 2012 in London wurde am 4. und 6. August 2012 im Olympiastadion London ausgetragen. 39 Athletinnen nahmen teil.
Olympiasiegerin wurde die US-Amerikanerin Jennifer Suhr, die vor der Kubanerin Yarisley Silva gewann. Die Bronzemedaille errang die Russin Jelena Issinbajewa.
Deutschland wurde durch Lisa Ryzih, Silke Spiegelburg und Martina Strutz vertreten, die alle das Finale erreichten. Spiegelburg wurde Vierte, Strutz Fünfte und Ryzih Sechste.

Die Schweizerin Nicole Büchler schied in der Qualifikation aus.

Athletinnen aus Österreich und Liechtenstein nahmen nicht teil.

## Aktuelle Titelträgerinnen
| Olympiasiegerin                      | Jelena Issinbajewa ( Russland)             | 5,05 m                                     | Peking 2008       |
| Weltmeisterin                        | Fabiana Murer ( Brasilien)                 | 4,85 m                                     | Daegu 2011        |
| Europameisterin                      | Jiřina Ptáčníková-Svobodová ( Tschechien)  | 4,60 m                                     | Helsinki 2012     |
| Zentralamerika und Karibik-Meisterin | Keisa Monterola ( Venezuela)               | 4,00 m                                     | Mayagüez 2011     |
| Südamerika-Meisterin                 | Fabiana Murer ( Brasilien)                 | 4,70 m                                     | Buenos Aires 2011 |
| Asienmeisterin                       | Wu Sha ( Volksrepublik China)              | 4,35 m                                     | Kōbe 2011         |
| Afrikameisterin                      | Syrine Ebondo ( Tunesien)                  | 3,80 m                                     | Porto-Novo 2012   |
| Ozeanienmeisterin                    | Wettbewerb nicht im Meisterschaftsprogramm | Wettbewerb nicht im Meisterschaftsprogramm | Cairns 2012       |

## Rekorde

### Bestehende Rekorde
| Weltrekord         | Jelena Issinbajewa ( Russland) | 5,06 m | Zürich, Schweiz                       | 28. August 2009 |
| Olympischer Rekord | Jelena Issinbajewa ( Russland) | 5,05 m | Finale OS Peking, Volksrepublik China | 18. August 2008 |

Der bestehende olympische Rekord wurde bei diesen Spielen nicht erreicht. Die größte Höhe erzielten die US-amerikanische Olympiasiegerin Jennifer Suhr und die kubanische Olympiazweite Yarisley Silva, die im Finale am 6. August beide 4,75 m mit ihrem jeweils zweiten Versuch übersprangen und damit diesen Rekord um dreißig Zentimeter verfehlten. Zum Weltrekord fehlten ihnen 31 Zentimeter.

### Rekordverbesserung
Ein Landesrekord wurde egalisiert:

4,75 m – Yarisley Silva Kuba, Finale am 6. August, zweiter Versuch

## Doping
Die in der Qualifikation ausgeschiedene belarussische Athletin Anastassija Schwedawa wurde im November 2016 bei einem Nachtest der Dopingproben von den Londoner Spielen des Dopingmissbrauchs überführt. Eingesetzt hatte sie das verbotene Mittel Dehydroepiandrosteron (Turinabol), was zur Annullierung ihres Stabhochsprung-Resultats zur Folge hatte.

## Legende
Kurze Übersicht zur Bedeutung der Symbolik – so üblicherweise auch in sonstigen Veröffentlichungen verwendet:
| – | verzichtet   |
| o | übersprungen |
| x | ungültig     |

Anmerkungen:
- Alle Zeiten in diesem Beitrag sind nach Ortszeit London (UTC±0) angegeben.
- Alle Höhenangaben sind in Metern (m) notiert.

## Qualifikation
4. August 2012, 10:20 Uhr
Die Qualifikation wurde in zwei Gruppen durchgeführt. Die Qualifikationshöhe betrug 4,60 m. Da keine Springerin diese Höhe überhaupt anging, nachdem sich abzeichnete, dass 4,55 m für die Finalqualifikation ausreichen würden, rekrutierte sich das Finalfeld aus den zwölf besten Athletinnen beider Gruppen (hellgrün unterlegt).

### Gruppe A

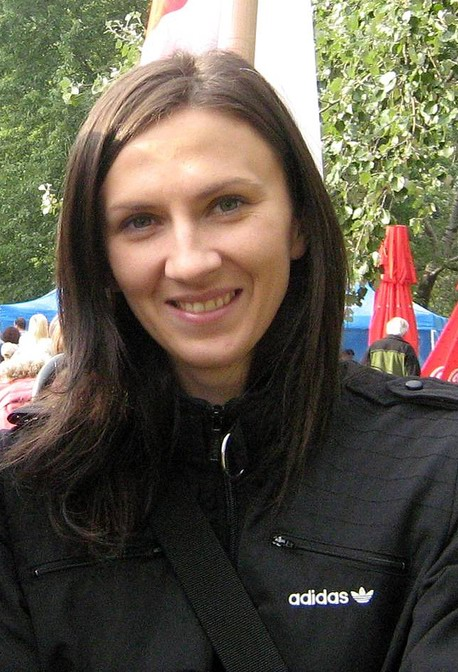
Monika Pyrek – ausgeschieden mit 4,40 m
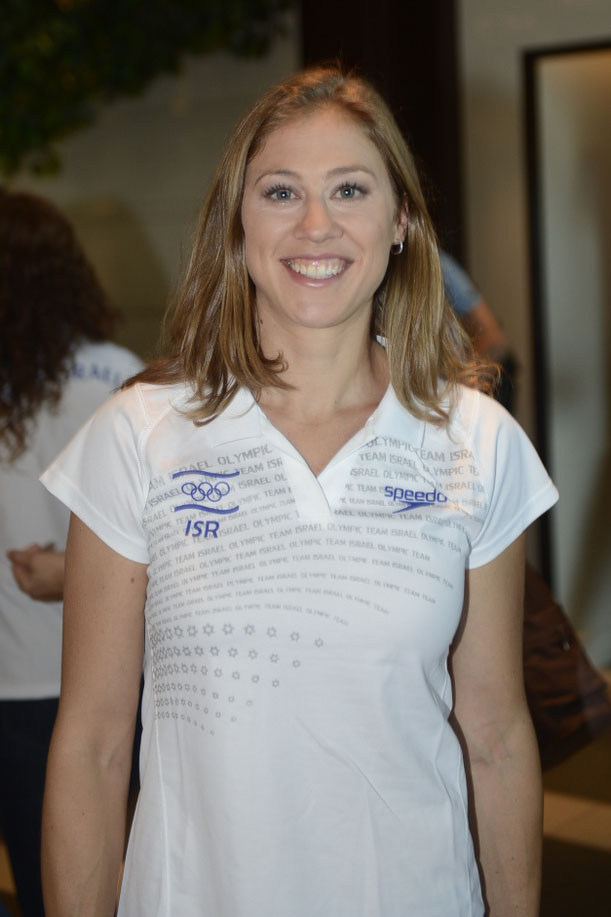
Jillian Schwartz – ausgeschieden mit 4,40 m

| Platz | Name                    | Nation              | 4,10 | 4,25 | 4,40 | 4,50 | 4,55 | Höhe | Anmerkung   |
| ----- | ----------------------- | ------------------- | ---- | ---- | ---- | ---- | ---- | ---- | ----------- |
| 1     | Yarisley Silva          | Kuba                | –    | –    | –    | o    | o    | 4,55 |             |
| 1     | Jennifer Suhr           | USA                 | –    | –    | –    | –    | o    | 4,55 |             |
| 3     | Lisa Ryzih              | Deutschland         | –    | –    | o    | xo   | o    | 4,55 |             |
| 4     | Holly Bleasdale         | Großbritannien      | –    | –    | xo   | o    | xo   | 4,55 |             |
| 4     | Vanessa Boslak          | Frankreich          | –    | o    | xo   | o    | xo   | 4,55 |             |
| 4     | Martina Strutz          | Deutschland         | –    | o    | o    | xo   | xo   | 4,55 |             |
| 7     | Alana Boyd              | Australien          | –    | o    | xxo  | xxo  | xo   | 4,55 |             |
| 8     | Monika Pyrek            | Polen               | –    | o    | o    | xxx  |      | 4,40 |             |
| 9     | Jilian Schwartz         | Israel              | o    | xxo  | o    | xxx  |      | 4,40 |             |
| 10    | Angelica Bengtsson      | Schweden            | –    | o    | xxx  |      |      | 4,25 |             |
| 10    | Tomomi Abiko            | Japan               | o    | o    | xxx  |      |      | 4,25 |             |
| 10    | Tina Šutej              | Slowenien           | o    | o    | xxx  |      |      | 4,25 |             |
| 13    | Ekaterini Stefanidi     | Griechenland        | xo   | o    | xxx  |      |      | 4,25 |             |
| 14    | Minna Nikkanen          | Finnland            | o    | xo   | xxx  |      |      | 4,25 |             |
| 14    | Anastassija Sawtschenko | Russland            | –    | xo   | xxx  |      |      | 4,25 |             |
| 16    | Li Ling                 | Volksrepublik China | o    | xxo  | xxx  |      |      | 4,25 |             |
| 17    | Choi Yun-hee            | Südkorea            | xo   | xxx  |      |      |      | 4,10 |             |
| 17    | Maria Leonor Tavares    | Portugal            | xo   | xxx  |      |      |      | 4,10 |             |
| 19    | Hanna Schelek           | Ukraine             | xxo  | –    | xxx  |      |      | 4,10 |             |
| DOP   | Anastassija Schwedawa   | Belarus             | –    | xo   | o    | –    | xxx  | 4,40 | [ 2 ] [ 3 ] |

Weitere in Qualifikationsgruppe A ausgeschiedene Stabhochspringerinnen:

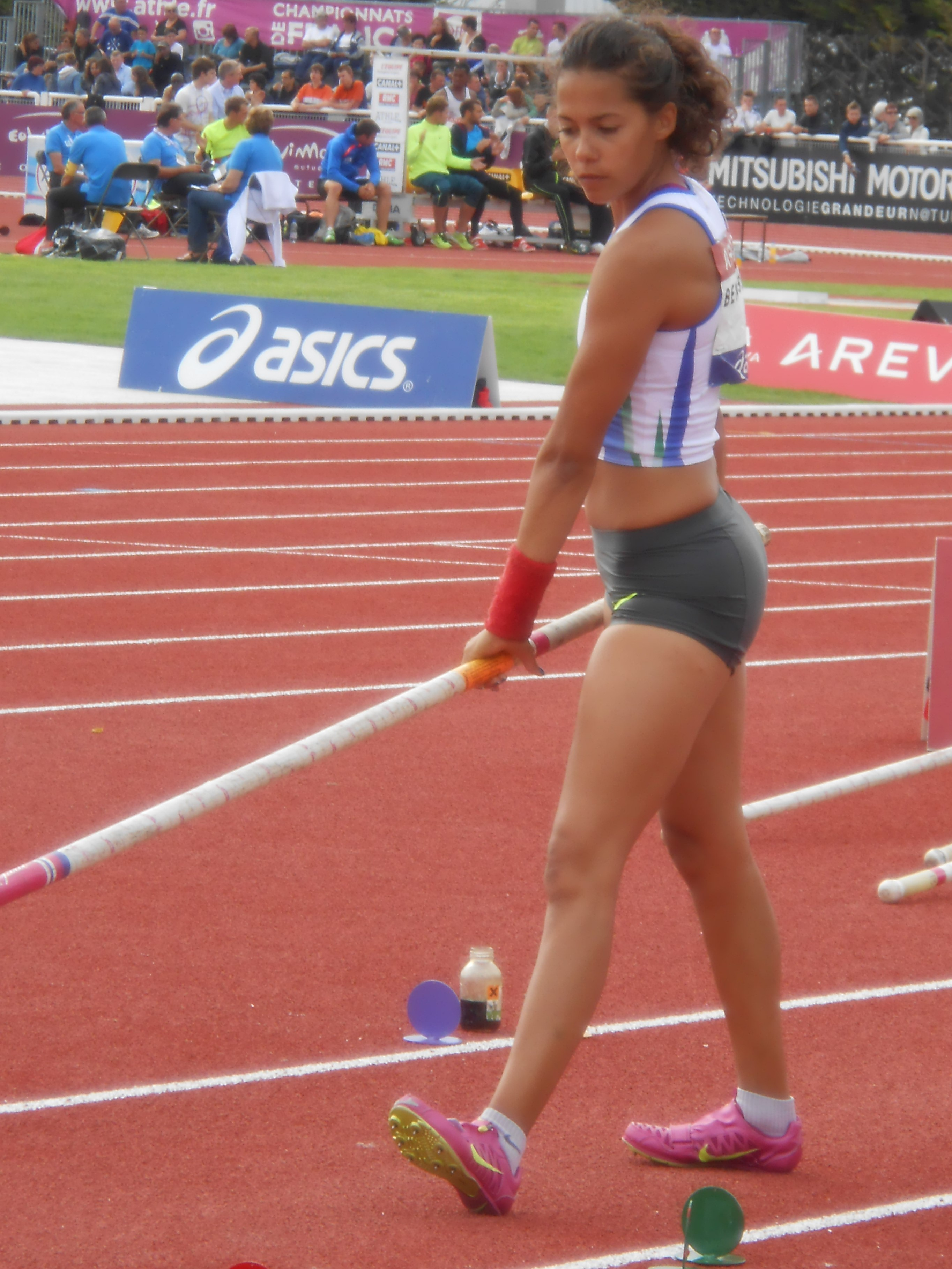
Angelica Bengtsson – 4,25 m
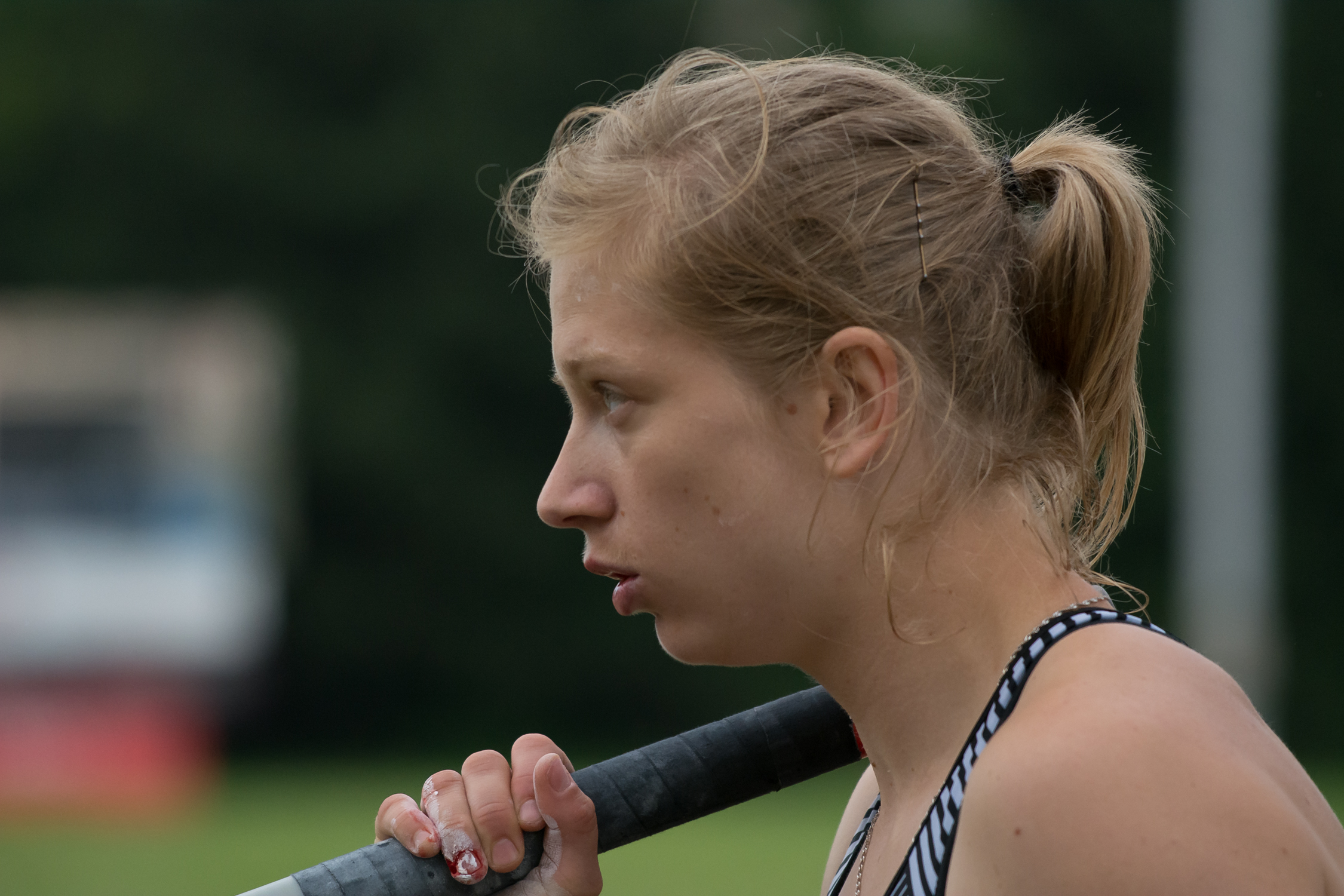
Tina Šutej – 4,25 m
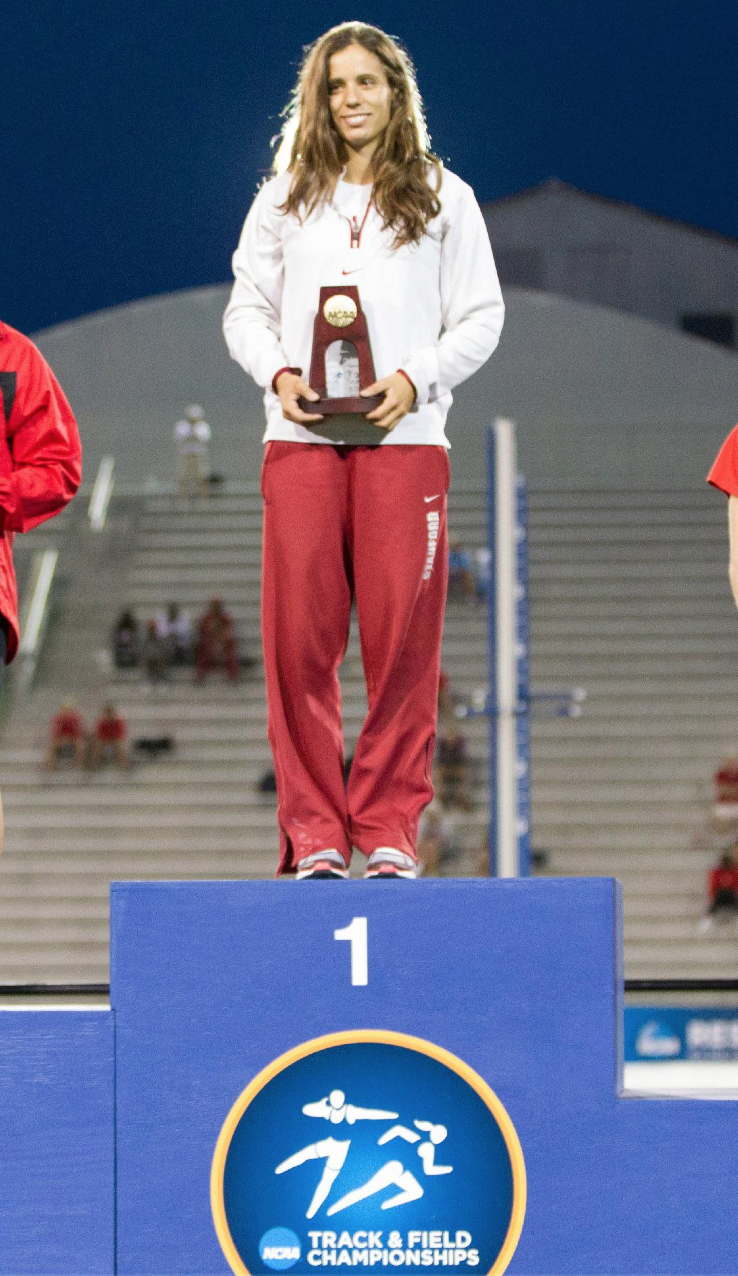
Ekaterini Stefanidi – 4,25 m

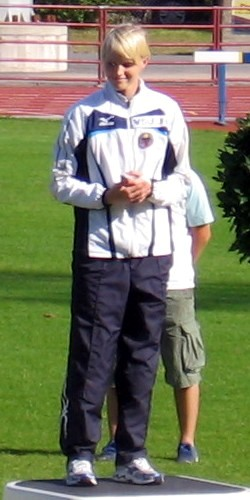
Minna Nikkanen – 4,25 m
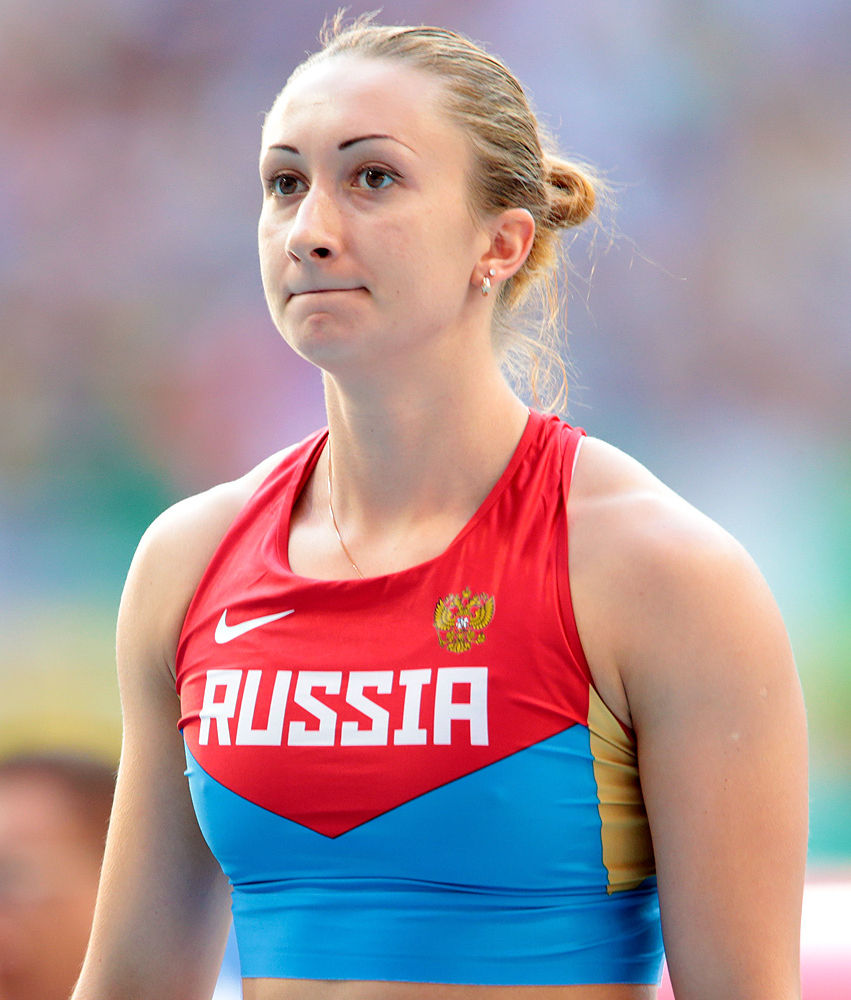
Anastassija Sawtschenko – 4,25 m
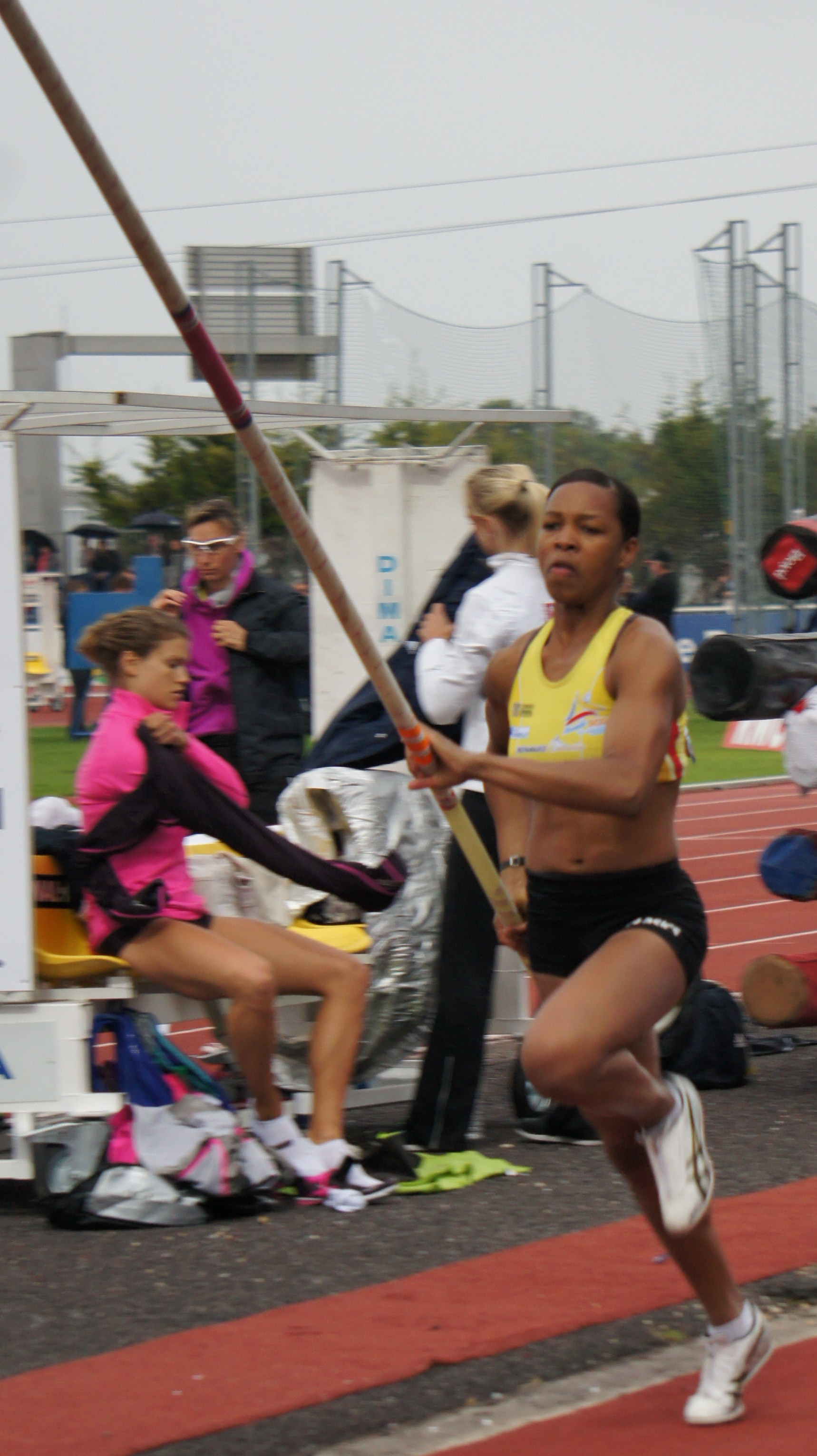
Maria Leonor Tavares – 4,10 m

### Gruppe B

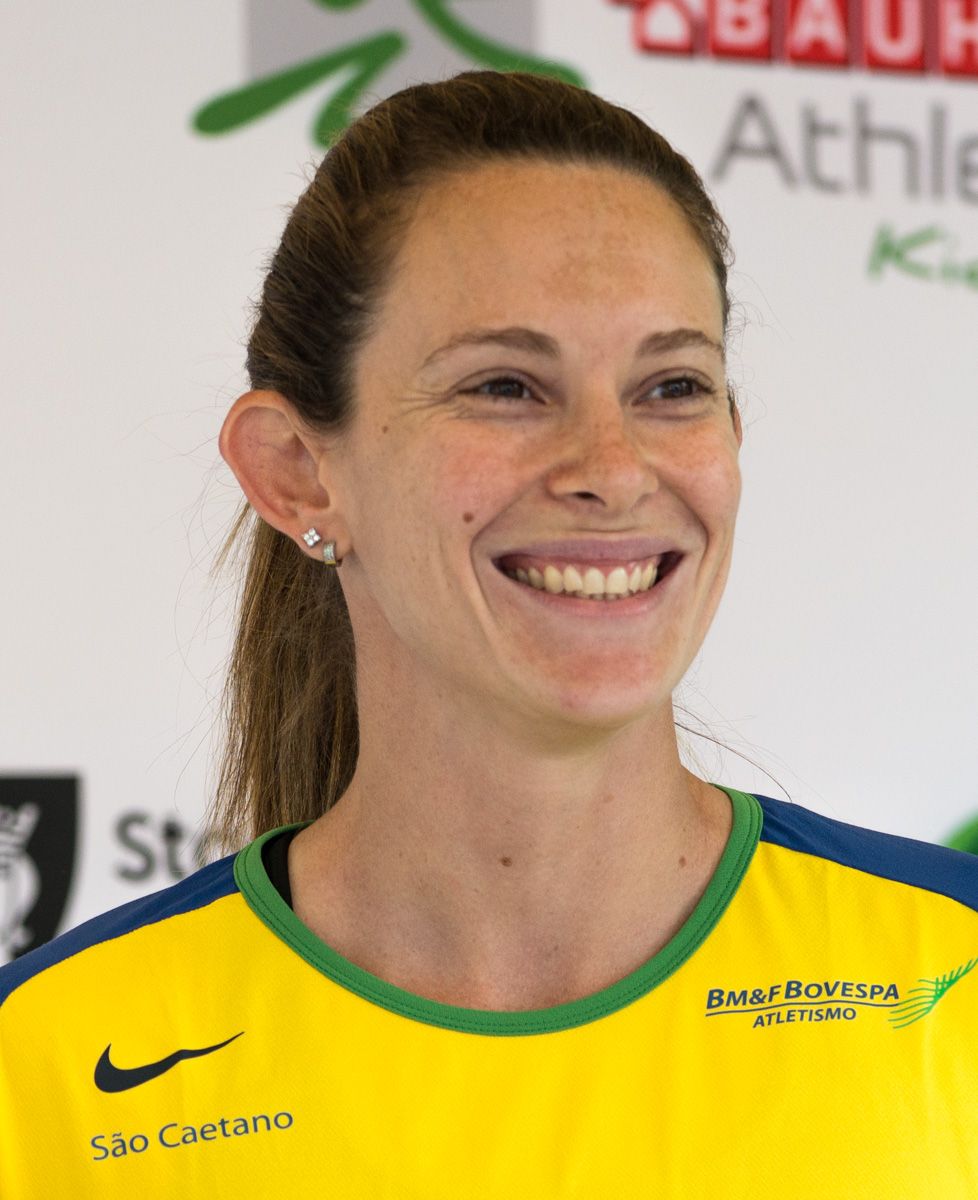
Fabiana Murer – ausgeschieden mit 4,50 m
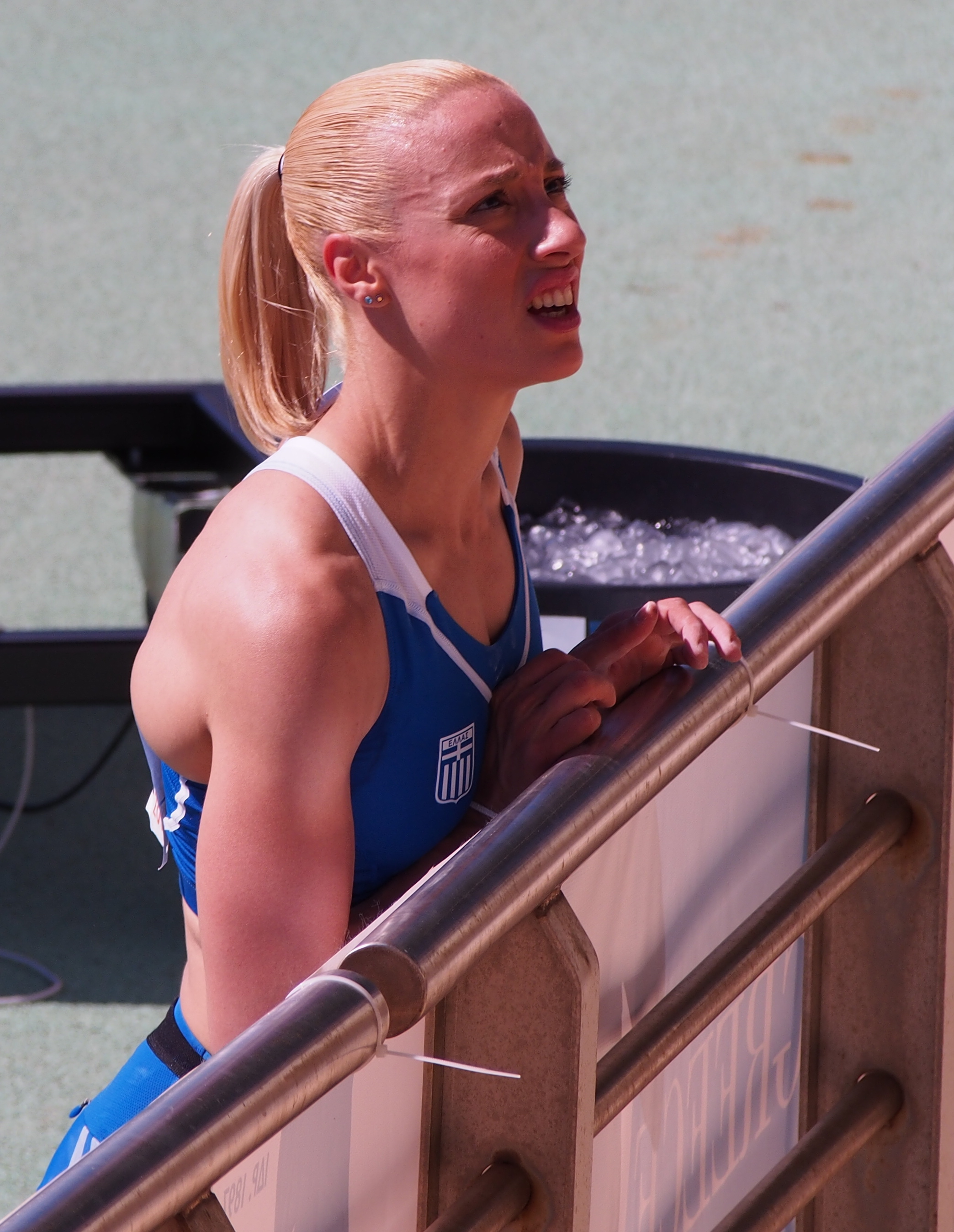
Nikoleta Kyriakopoulou – ausgeschieden mit 4,25 m

| Platz | Name                   | Nation         | 4,10 | 4,25 | 4,40 | 4,50 | 4,55 | Höhe |
| ----- | ---------------------- | -------------- | ---- | ---- | ---- | ---- | ---- | ---- |
| 1     | Jelena Issinbajewa     | Russland       | –    | –    | –    | o    | o    | 4,55 |
| 2     | Anna Rogowska          | Polen          | –    | –    | xo   | xo   | o    | 4,55 |
| 3     | Silke Spiegelburg      | Deutschland    | –    | –    | –    | o    | xo   | 4,55 |
| 4     | Becky Holliday         | USA            | –    | xo   | xxo  | o    | xo   | 4,55 |
| 5     | Jiřina Ptáčníková      | Tschechien     | –    | –    | xo   | xo   | xxo  | 4,55 |
| 6     | Stella-Iro Ledaki      | Griechenland   | xxo  | o    | xo   | o    | xxx  | 4,50 |
| 7     | Fabiana Murer          | Brasilien      | –    | –    | –    | xo   | xxx  | 4,50 |
| 8     | Lacy Janson            | USA            | –    | o    | o    | xxx  |      | 4,40 |
| 9     | Mélanie Blouin         | Kanada         | o    | o    | xxx  | –    | –    | 4,25 |
| 9     | Nikoleta Kyriakopoulou | Griechenland   | –    | o    | xxx  | –    | –    | 4,25 |
| 11    | Nicole Büchler         | Schweiz        | xxo  | o    | xxx  | –    | –    | 4,25 |
| 12    | Kate Dennison          | Großbritannien | –    | xo   | xxx  | –    | –    | 4,25 |
| 12    | Natalja Mazuryk        | Ukraine        | –    | xo   | xxx  | –    | –    | 4,25 |
| 14    | Marion Lotout          | Frankreich     | xxo  | xxx  |      |      |      | 4,10 |
| NM    | Dailis Caballero       | Kuba           | xxx  |      |      |      |      | ogV  |
| NM    | Swetlana Feofanowa     | Russland       | –    | –    | xx–  | x    |      | ogV  |
| NM    | Caroline Bonde Holm    | Dänemark       | xxx  |      |      |      |      | ogV  |
| NM    | Liz Parnov             | Australien     | xxx  |      |      |      |      | ogV  |
| NM    | Tori Pena              | Irland         | xxx  |      |      |      |      | ogV  |

Weitere in Qualifikationsgruppe B ausgeschiedene Stabhochspringerinnen:

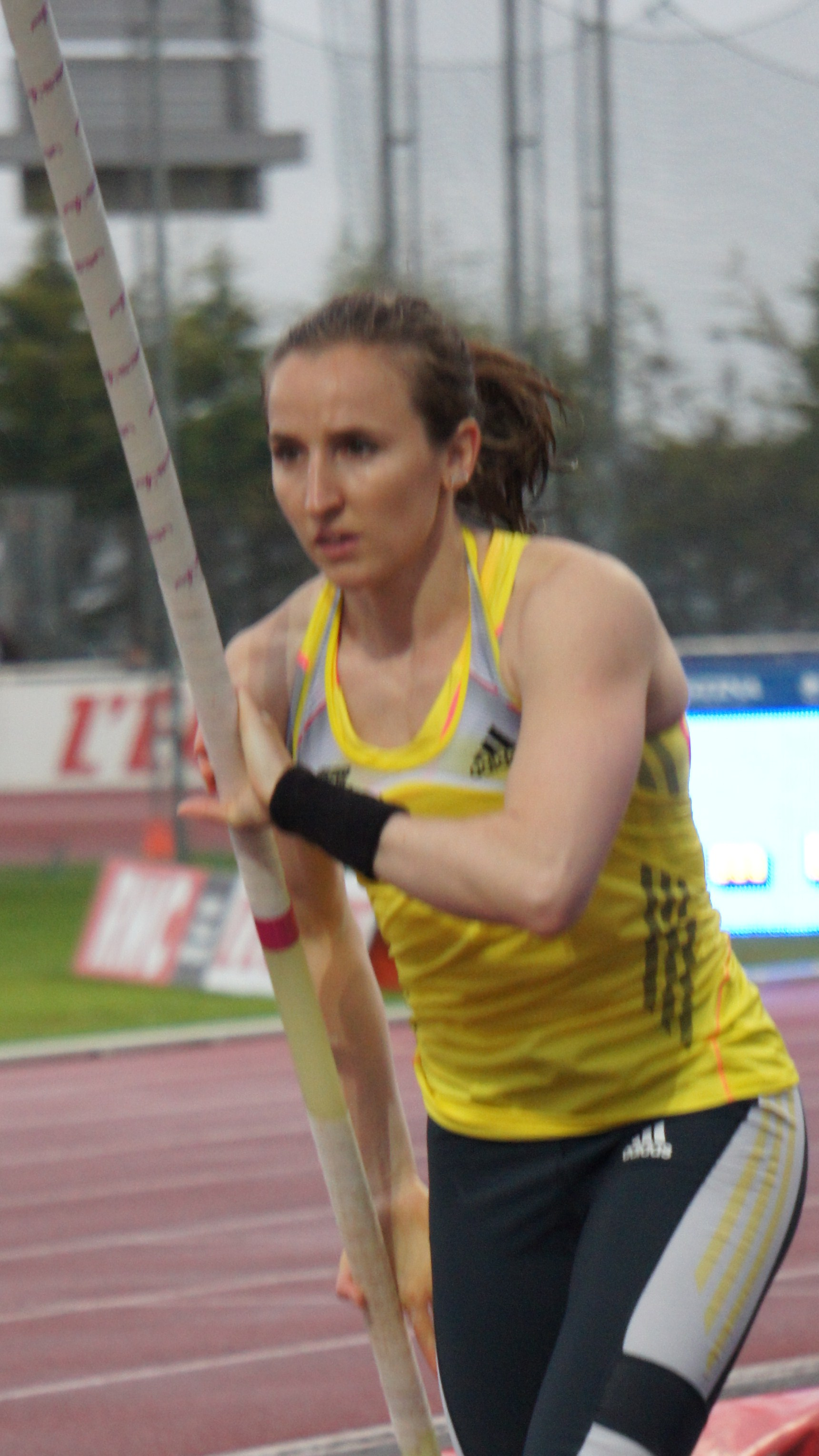
Nicole Büchler – 4,25 m
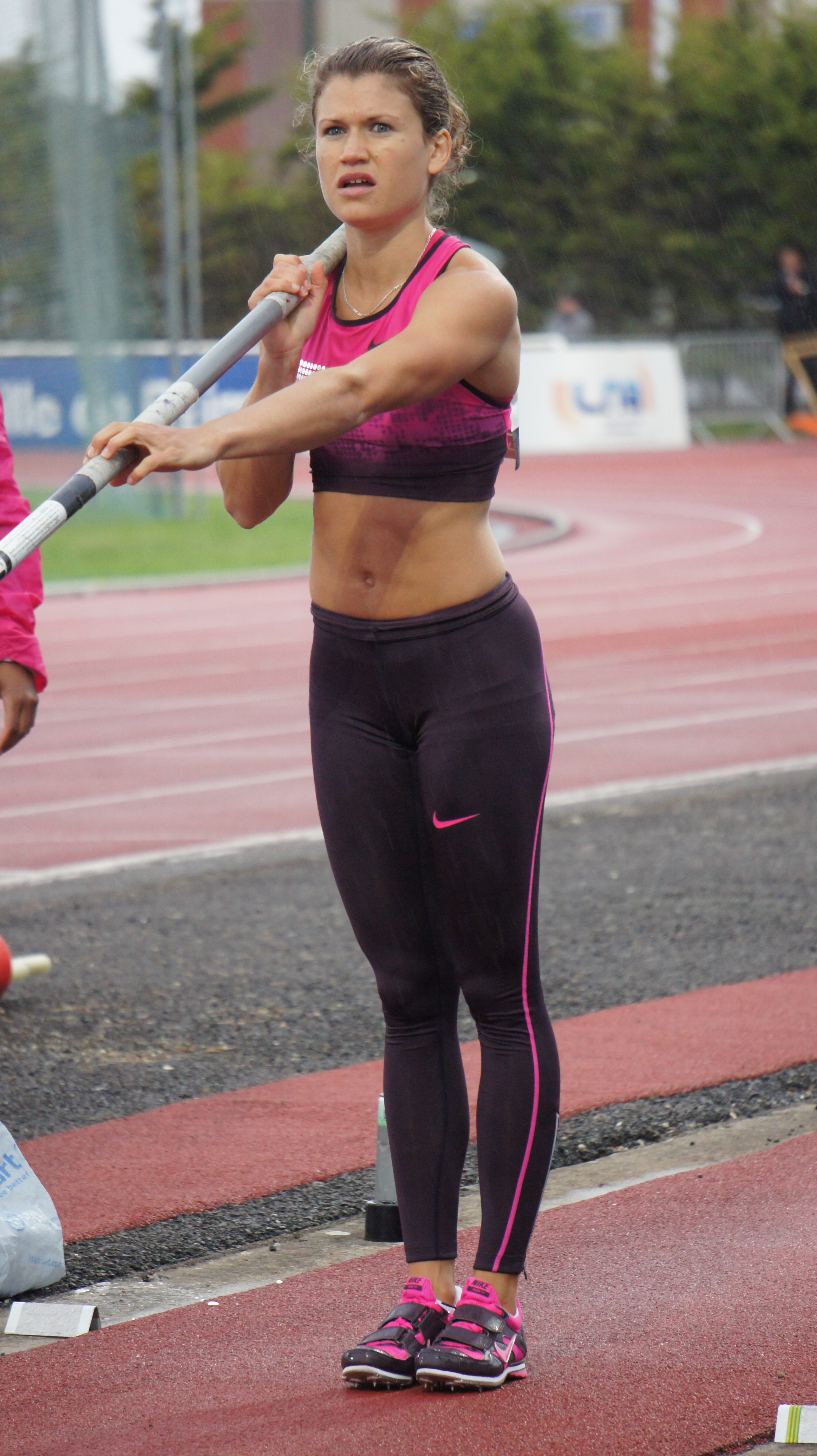
Marion Lotout – 4,10 m
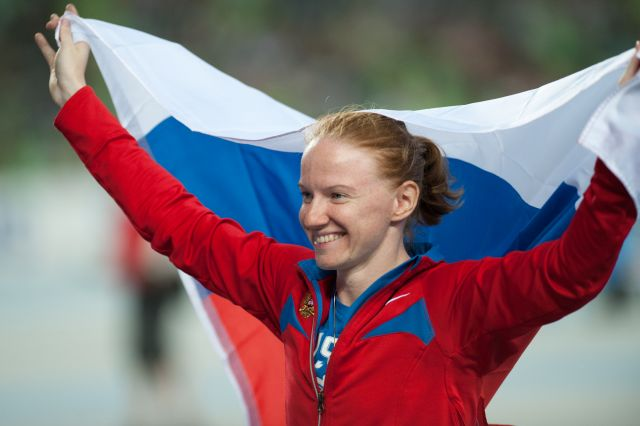
Swetlana Feofanowa – kein gültiger Sprung
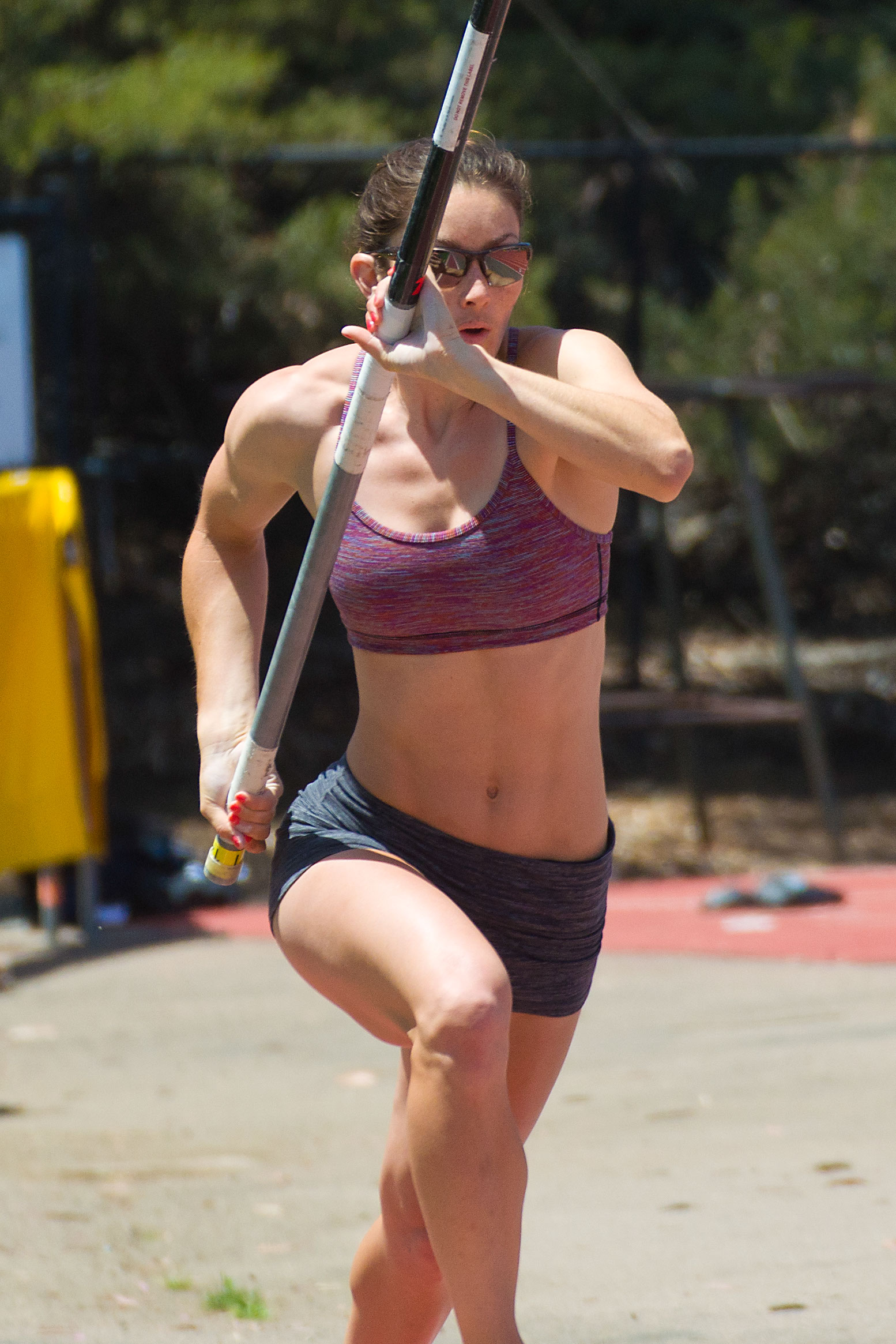
Tori Pena – kein gültiger Sprung

## Finale
6. August 2012, 19:00 Uhr
| Platz | Name               | Nation         | 4,30 | 4,45 | 4,55 | 4,65 | 4,70 | 4,75 | 4,80 | Höhe | Anmerkung |
| ----- | ------------------ | -------------- | ---- | ---- | ---- | ---- | ---- | ---- | ---- | ---- | --------- |
| 1     | Jennifer Suhr      | USA            | –    | –    | o    | –    | o    | xo   | xxx  | 4,75 |           |
| 2     | Yarisley Silva     | Kuba           | –    | xo   | o    | o    | o    | xo   | xxx  | 4,75 | NRe       |
| 3     | Jelena Issinbajewa | Russland       | –    | –    | x–   | o    | o    | xx–  | x    | 4,70 |           |
| 4     | Silke Spiegelburg  | Deutschland    | –    | –    | o    | o    | x–   | xx   |      | 4,65 |           |
| 5     | Martina Strutz     | Deutschland    | –    | xo   | o    | x–   | xx   |      |      | 4,55 |           |
| 6     | Jiřina Ptáčníková  | Tschechien     | o    | xxo  | xx–  | x    |      |      |      | 4,45 |           |
| 6     | Lisa Ryzih         | Deutschland    | –    | xxo  | xxx  |      |      |      |      | 4,45 |           |
| 6     | Holly Bleasdale    | Großbritannien | –    | xxo  | xxx  |      |      |      |      | 4,45 |           |
| 9     | Becky Holliday     | USA            | xo   | xxo  | xxx  |      |      |      |      | 4,45 |           |
| 10    | Vanessa Boslak     | Frankreich     | xo   | xxx  |      |      |      |      |      | 4,30 |           |
| 11    | Alana Boyd         | Australien     | xxo  | xxx  |      |      |      |      |      | 4,30 |           |
| NM    | Anna Rogowska      | Polen          | –    | xxx  |      |      |      |      |      | ogV  |           |

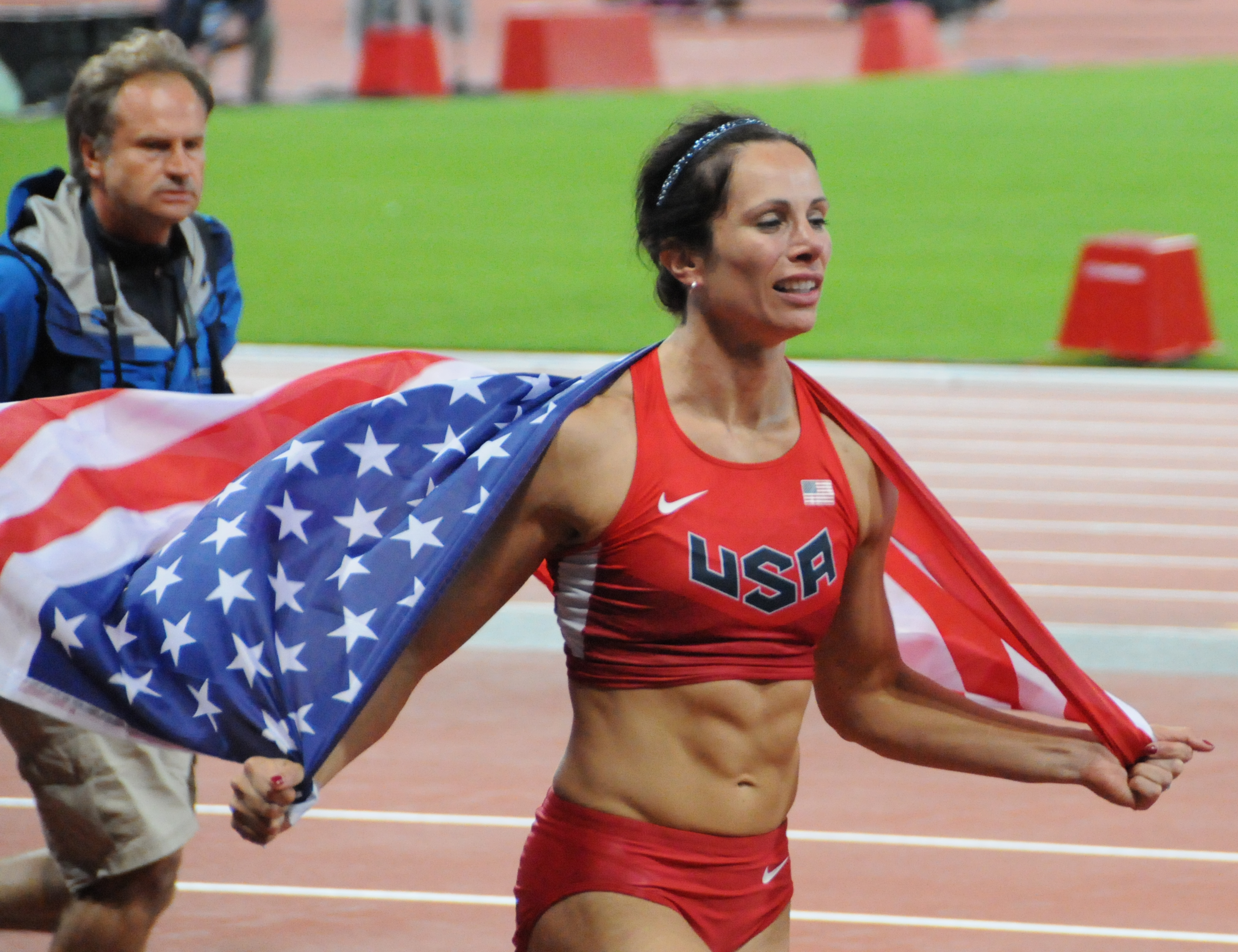
Überraschungslympiasiegerin Jennifer Suhr

Für das Finale hatten sich zwölf Athletinnen qualifiziert, keine von ihnen war die Qualifikationshöhe überhaupt erst angegangen, weil eine geringere Höhe für die Finalteilnahme ausreichte. Gegenüber standen sich drei Deutsche, zwei US-Amerikanerinnen sowie je eine Athletin aus Australien, Frankreich, Großbritannien, Kuba, Polen, Russland und Tschechien.
Topfavoritin war die zweimalige Olympiasiegerin und Weltrekordlerin Jelena Issinbajewa aus Russland. Ihre am stärksten eingeschätzte Konkurrentin nach dem Qualifikationsaus der brasilianischen Weltmeisterin Fabiana Murer war die US-Athletin Jennifer Suhr.
Nach der dritten Höhe von 4,55 m waren nur noch sechs Athletinnen im Wettbewerb, neben Issinbajewa und Suhr auch die beiden Deutschen Silke Spiegelburg und Martina Strutz, dazu die Kubanerin Yarisley Silva und die Tschechin Jiřina Ptáčníková, die allerdings nach zwei Fehlversuchen über 4,55 m ihren letzten Versuch in die nächste Höhe, 4,65 m, mitnahm, dort aber scheiterte. Während Suhr 4,65 m ausließ und Strutz nach einem Fehlversuch ihre beiden übrigen Sprünge für die nächste Höhe aufsparte, waren Silva, Issinbajewa und Spiegelburg hier im ersten Versuch erfolgreich.
Bei 4,70 m scheiterte nun auch Strutz, während Suhr, Silva und Issinbajewa nur einen Sprung benötigten. Spiegelburg nahm zwei Versuche mit in die nächste Höhe, nachdem sie einmal gerissen hatte. Spiegelburg scheiterte jedoch an 4,75 m und blieb somit Vierte, nachdem Suhr und Silva jeweils im zweiten Versuch bei 4,75 m erfolgreich waren. Issinbajewa hatte zwei Fehlsprünge und nahm den letzten Versuch mit in die nächste Höhe von 4,80 m. Hier scheiterte sie, auch Silva und Suhr rissen dreimal. Suhr war damit Olympiasiegerin. Sie hatte wie auch Silva einen Fehlversuch bei 4,75 m, war davor jedoch fehlerfrei geblieben. Bei Silva dagegen stand ein weiterer Fehlsprung bei 4,45 m zu Buche.
Yarisley Silva gewann die erste kubanische Medaille im Stabhochsprung der Frauen.
Insgesamt reichte die Qualität dieses Wettbewerbs nicht an das Niveau der bedeutenden Stabhochsprungkonkurrenzen aus den letzten Jahren bei Weltmeisterschaften oder Olympischen Spielen heran.

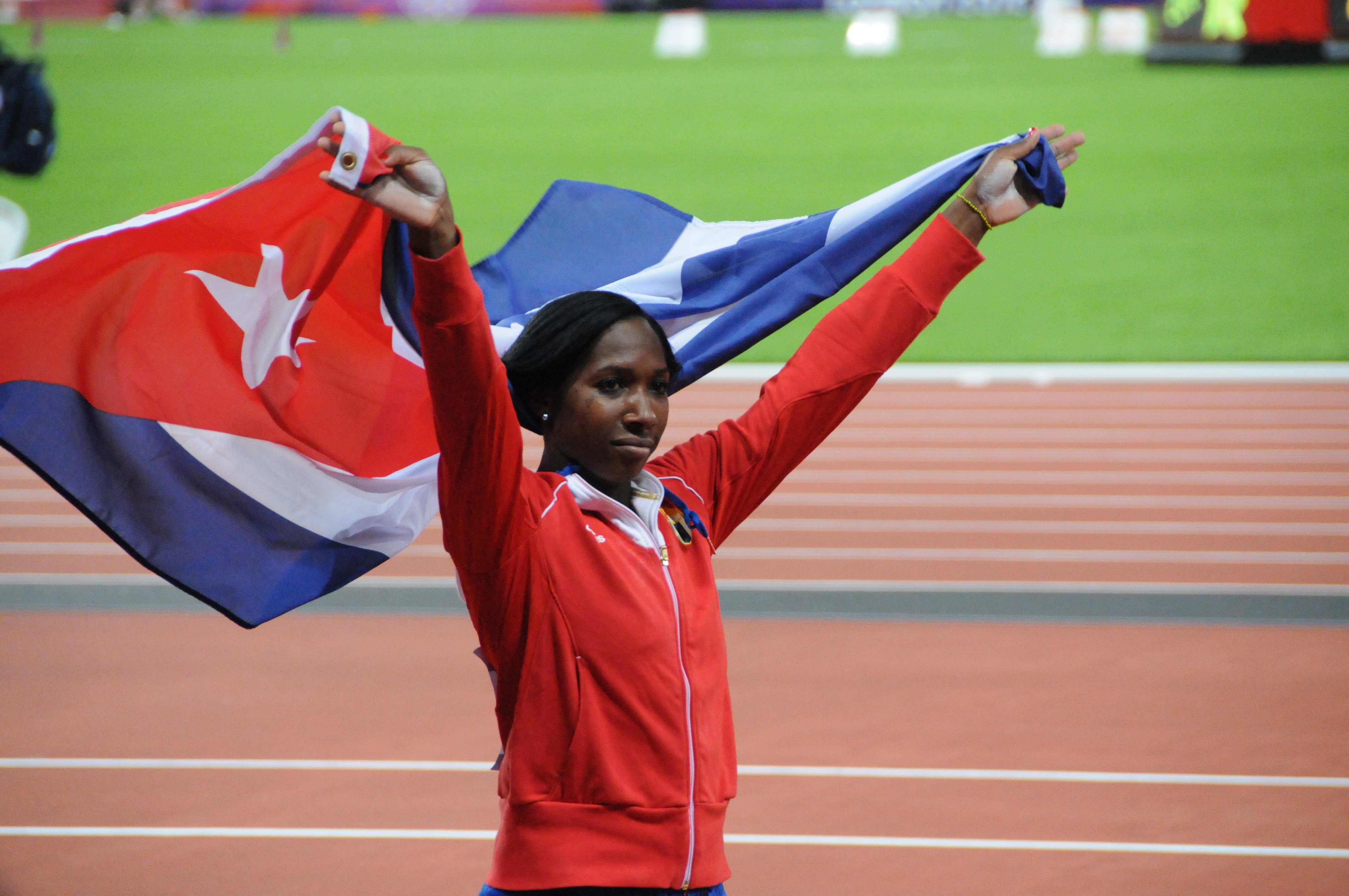
Silbermedaille: Yarisley Silva
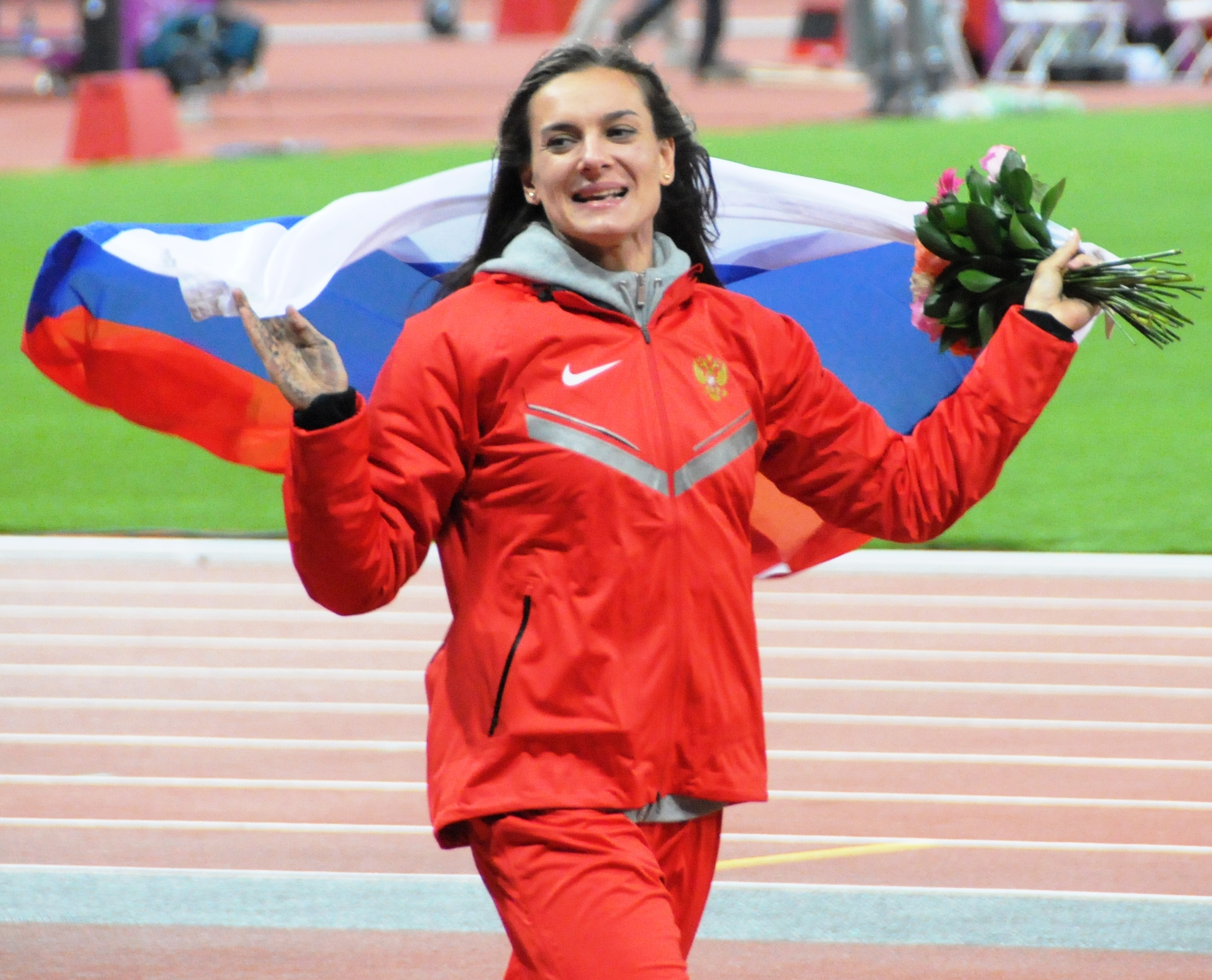
Bronzemedaille: Jelena Issinbajewa
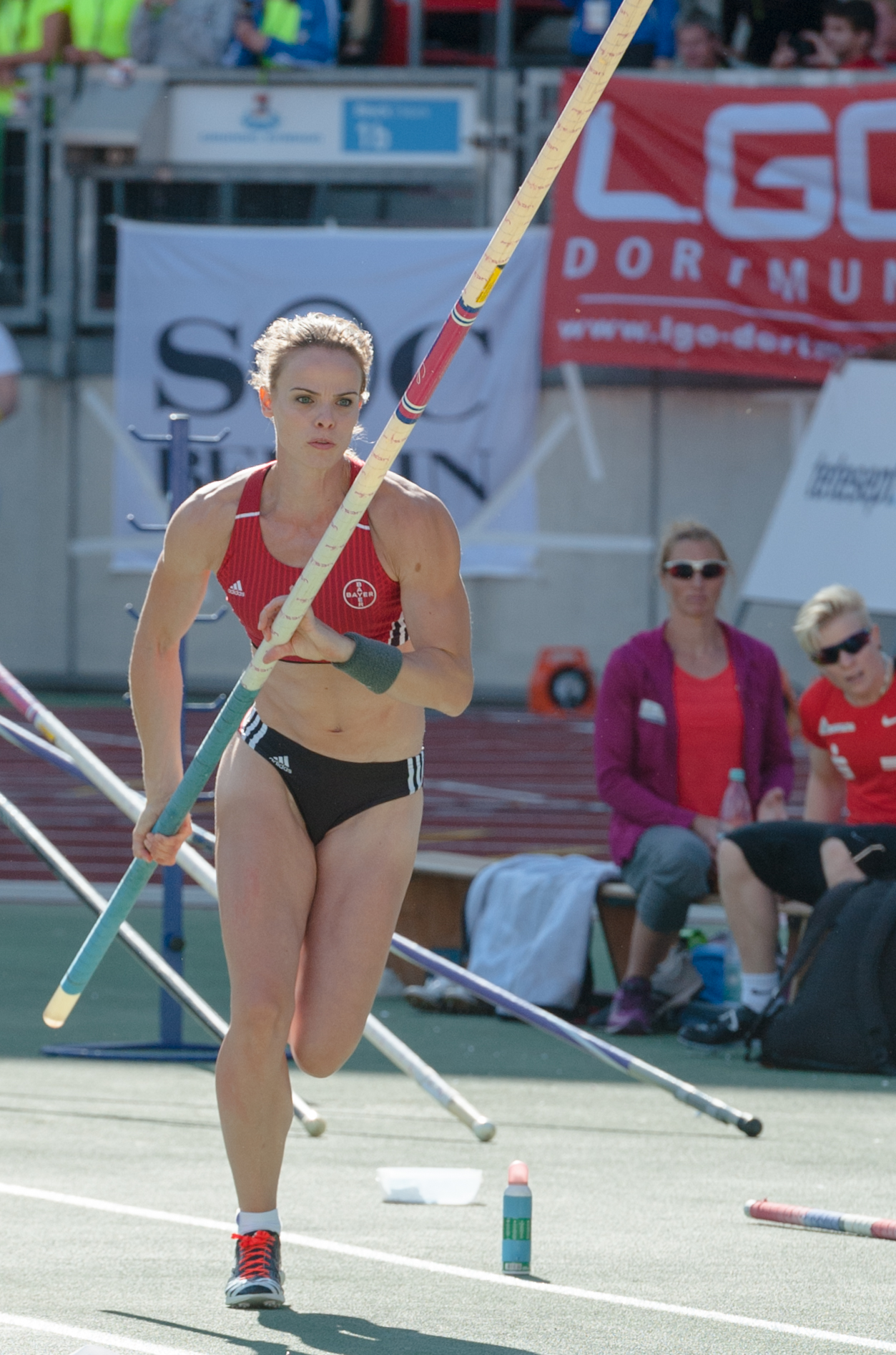
Rang vier für Silke Spiegelburg
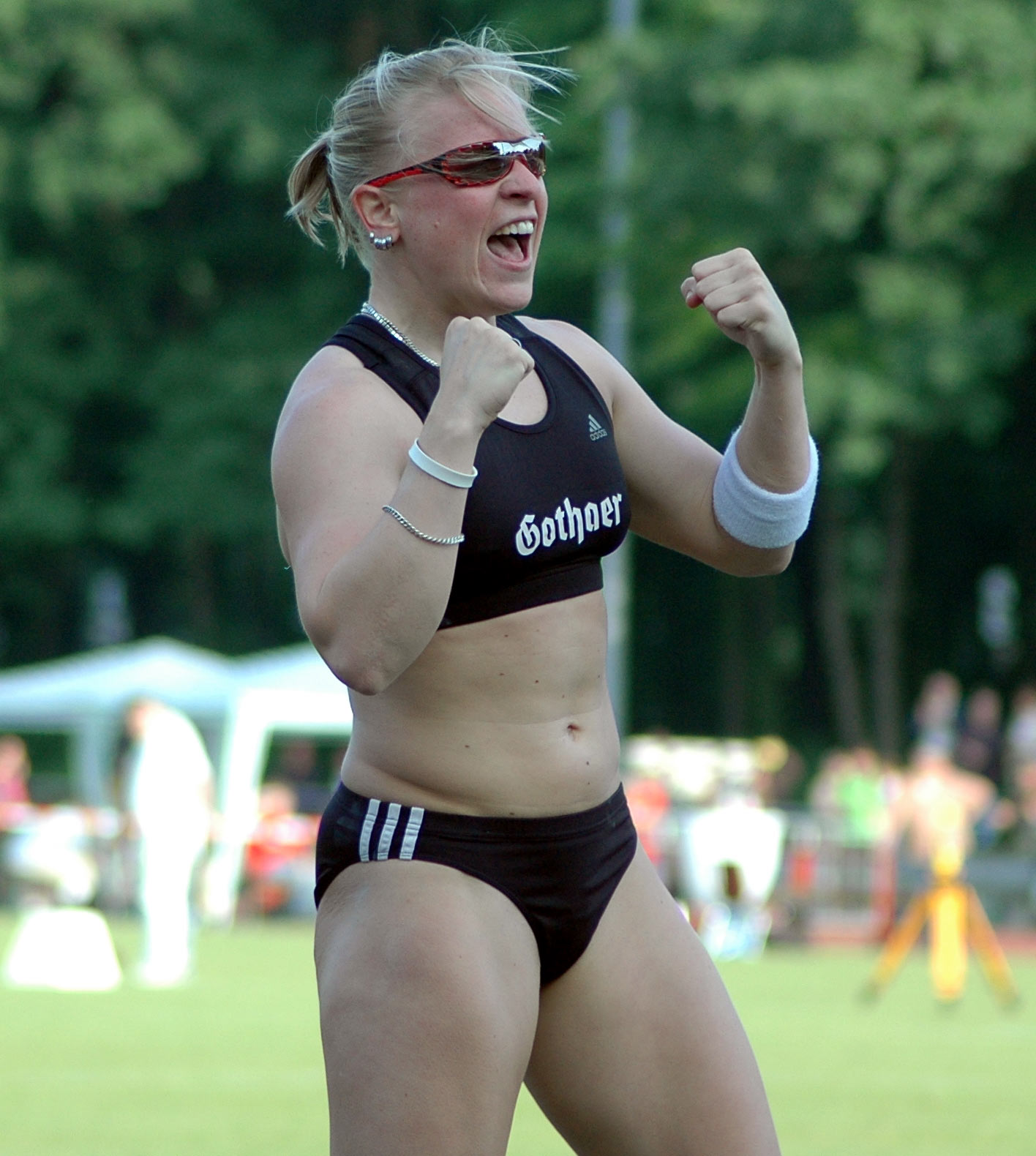
Martina Strutz wurde Olympiafünfte
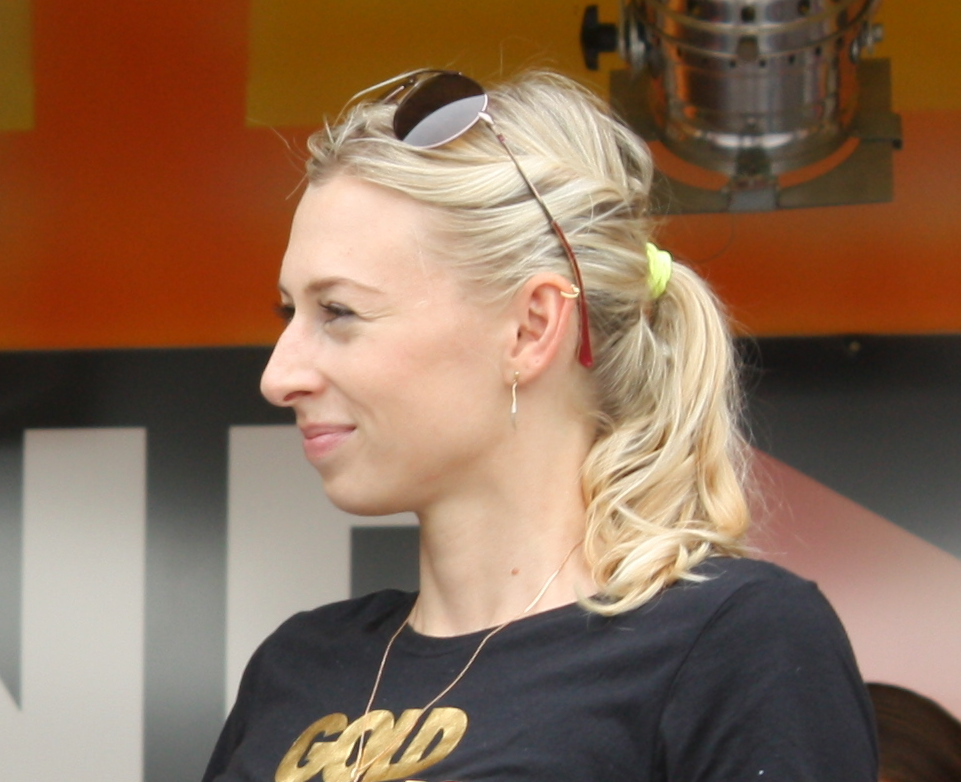
Lisa Ryzih kam auf einen geteilten sechsten Platz
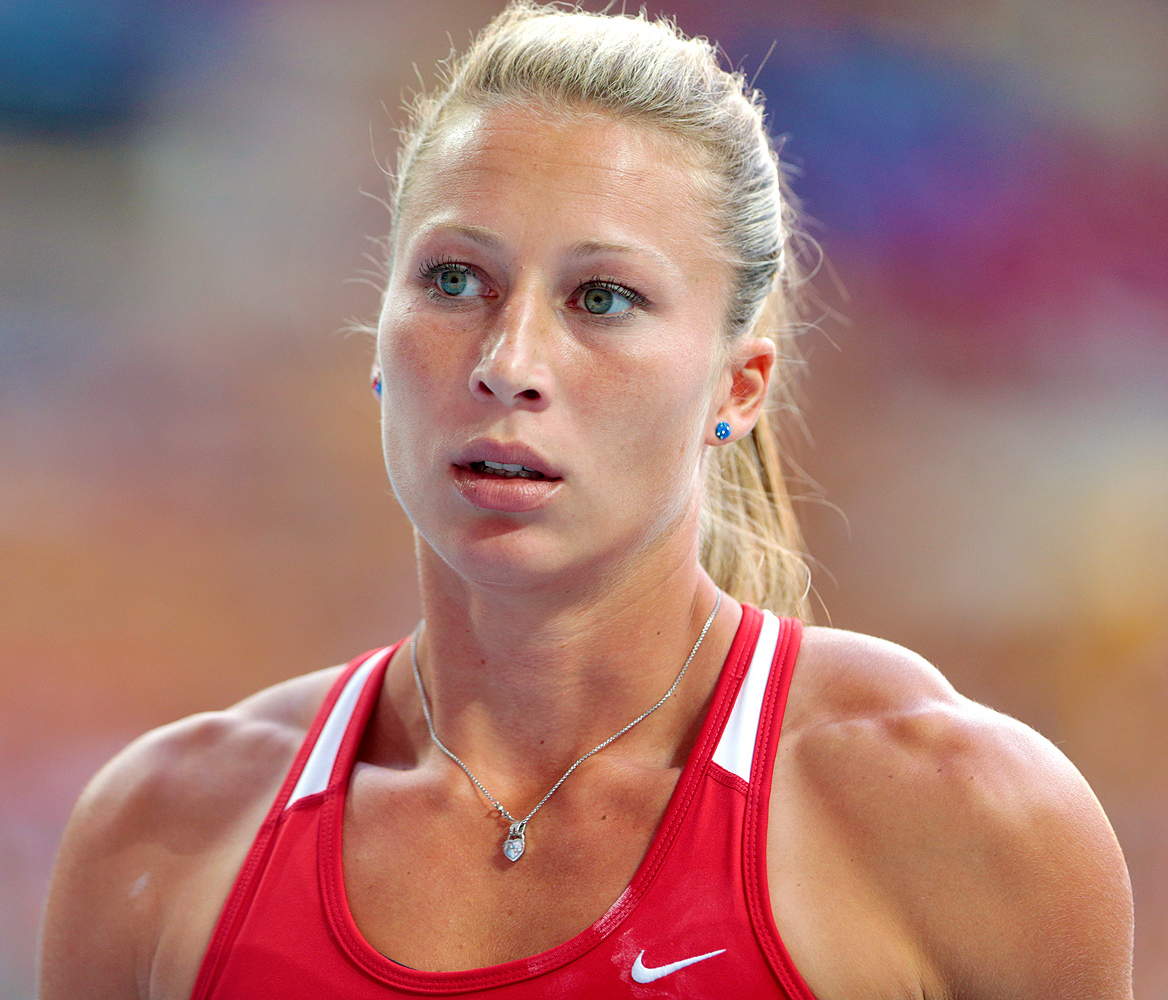
Jiřina Ptáčníková – ebenfalls Sechste
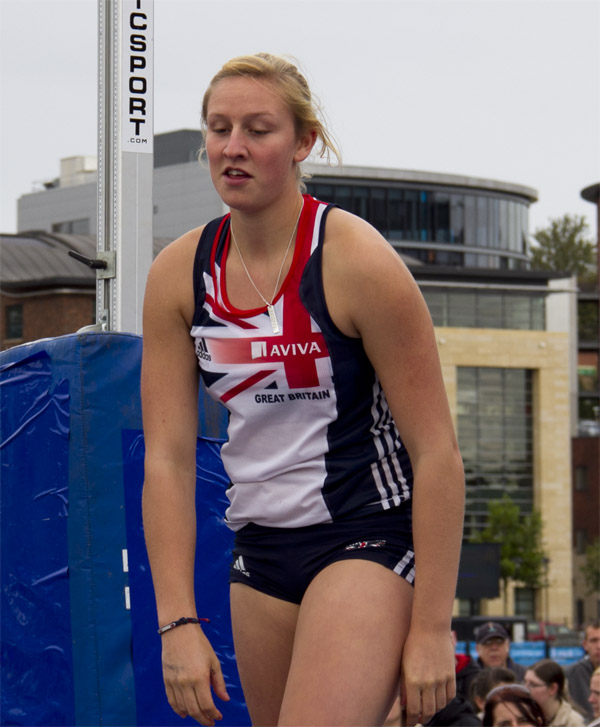
Holly Bleasdale war die dritte Athletin auf dem geteilten sechsten Rang
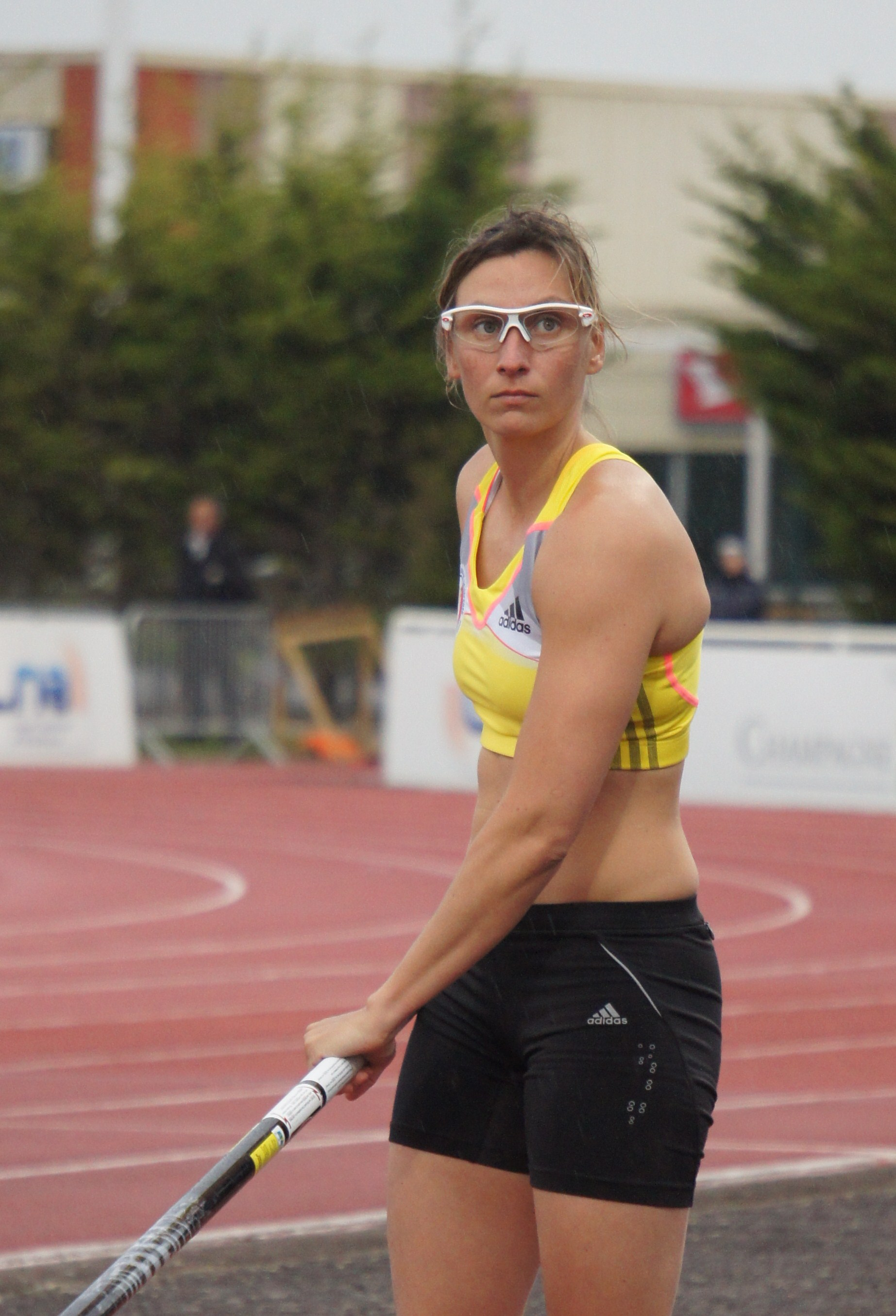
Vanessa Boslak kam auf Platz zehn
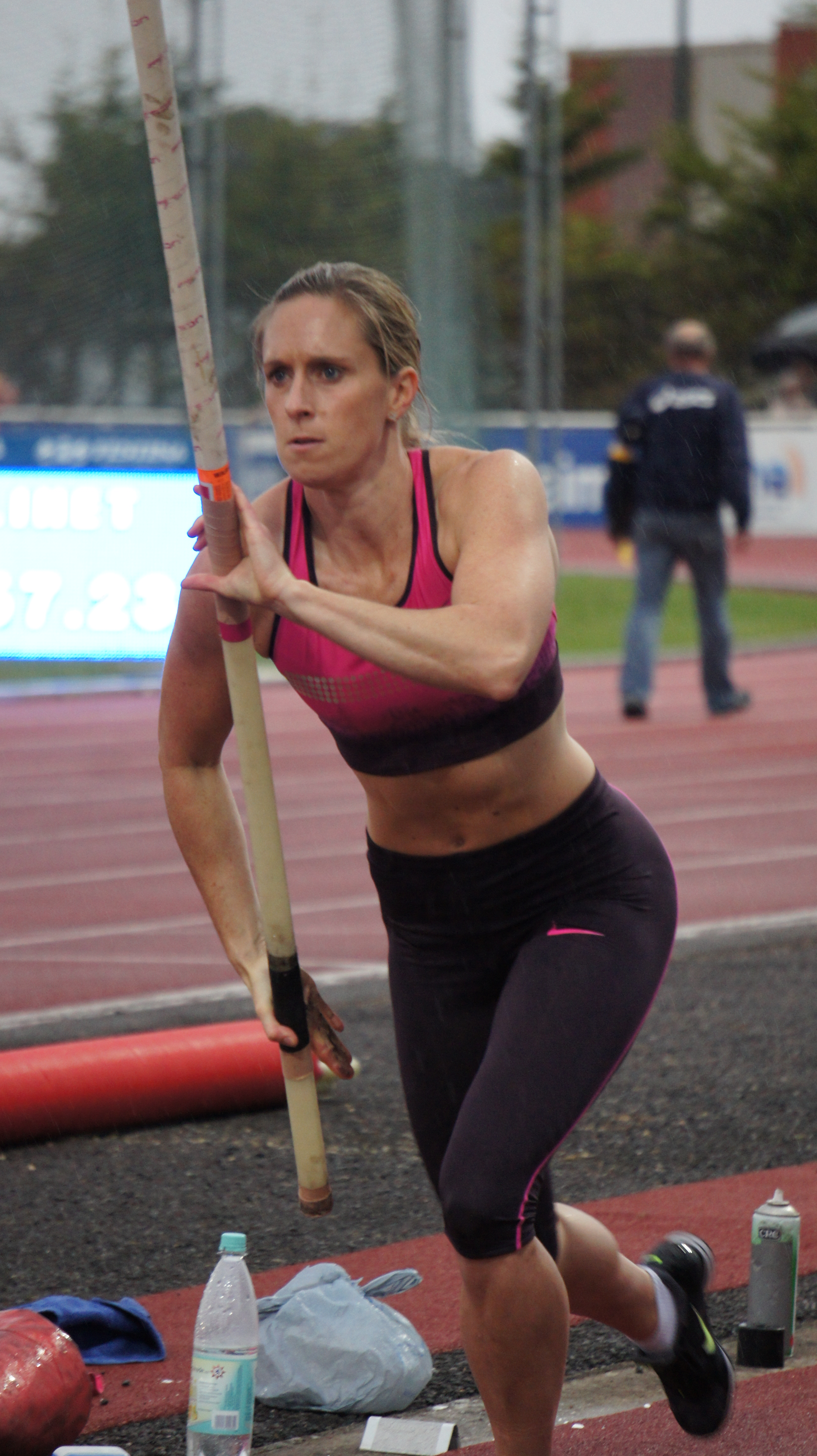
Alana Boyd belegte Rang elf
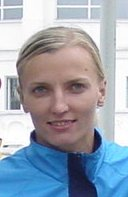
Anna Rogowska blieb im Finale ohne gültigen Versuch

## Videolinks
- Elena Isinbaeva (RUS) - Pole Vault Qualification Highlights - London 2012 Olympics, youtube.com, abgerufen am 20. April 2022
- Jennifer Suhr (USA) Wins Women's Pole Vault Gold - London 2012 Olympics, youtube.com, abgerufen am 20. April 2022